# 反射率0.39
『反射率0.39』（はんしゃりつれいてんさんきゅう、Albedo 0.39）は、ヴァンゲリスのアルバム。

## 収録曲
曲順、日本語曲名及び収録時間は2004年1月発売の紙ジャケット仕様の日本国内盤CD(BVCM-37679)による。
1. パルスター - Pulstar (5:45)
2. フリーフォール - Freefall (2:15)
3. 静かの海 - Mare Tranquillitatis (1:47)
4. メイン・シークエンス - Main Sequence (8:11)
5. オリオンの剣 - Sword Of Orion (1:56)
6. アルファ - Alpha (5:45)
7. 核の創生 パート1 - Nucleogenesis Part 1 (5:56)
8. 核の創生 パート2 - Nucleogenesis Part 2 (6:12)
9. 反射率0.39 - Albedo 0.39 (4:23)

## 概要
RCAレコードで『天国と地獄』に続いてリリースした2作目のアルバム。ジョン・アンダーソンが参加した前作とは異なり、幾つかの効果音声を除いて基本的にヴァンゲリス一人で演奏を行っている。
題名は地球を意味している。「反射率」(アルベド/Albedo)とは、任意の非発光物体が光を投射された時にその光をどの程度反射するか、という割合で、完全に反射する物体(鏡)を1.00と設定すると、アルバムが制作された1976年当時の地球は0.39となる。この題名及び個々の楽曲のタイトルも全て天文学や天体物理学に関連したものになっている。

## ジャンル
発売当初のLP及び1990年にCD化された時、アルバムのオビでは「ロック」に分類されていたが、一般的にはシンセサイザー使用の割合などから「プログレッシブ・ロック」或いは「シンセサイザー音楽」として分類される事が多かった。なお、Wikipediaの英語版では本作を「Electronic_Music（電子音楽）」に分類している。

## 「アルファ」について
6曲目（LPではB面1曲目）の「アルファ」は、1980年のテレビ番組『コスモス（宇宙）』で使用され、ヴァンゲリスのベスト盤等にも複数回にわたって収録されている。その過程で、新たな編曲で演奏し直したバージョンや、原曲に一部新たな音を加えたリミックス・バージョンがヴァンゲリス本人によって制作されており、公式にリリースされた媒体で確認できるものだけでも、次のものがある。
- 1986年（日本では翌年）のテレビ番組『コスモス・スペシャル』のための再演奏バージョン（音源としてリリースはされていないが、同番組の日本国内版VHS第12巻（『COSMOS 宇宙人からの手紙』、マクザム MAV-018）の33:40頃-36:40頃に約3分間収録されている[3]）
- 1996年のアルバム『ポートレイツ』のためのリミックス・バージョン（原曲に音を追加）
- 2000年のコンピレーション2枚組CD『The Music of COSMOS』(BMG Special Products MOC 1100)収録のバージョン（ポートレイツのリミックス・バージョンの冒頭にエフェクトを追加。ただし、当該作業はヴァンゲリス本人ではない可能性あり）
- 2003年のアルバム『オデッセイ』のための再リミックス・バージョン（ポートレイツのリミックス・バージョンにドラムを中心に音を追加）
- テレビ朝日の放送休止前に放送される啓発CM「大地震に備えて…」のBGMとして使用されている。

## 「パルスター」について
- かつて、テレビ朝日で放送されていたニュース番組「こちらデスク」、および5社ニュース（関東地方の独立UHF放送局向け）として中日新聞社が製作した「東京新聞ニュース」（三重テレビ放送にも「中日新聞ニュース」に改題してネット）のそれぞれオープニング・テーマとして使用された（但し、冒頭部分のみ）。
- これは余談の部類だが、このタイトルは英語の"Pulsar"（脈動星）と"Star"のヴァンゲリスによる合成語である。